# لودویک آسوار
لودویک آسوار (انگلیسی: Ludovic Asuar؛ زادهٔ ۲۶ اکتبر ۱۹۷۶) بازیکن فوتبال اهل فرانسه است.
از باشگاه‌هایی که در آن بازی کرده‌است می‌توان به باشگاه فوتبال متس، باشگاه فوتبال دیژون، باشگاه فوتبال آژاکسیو، باشگاه فوتبال المپیک مارسی، و باشگاه فوتبال سدان اشاره کرد.
وی همچنین در تیم ملی فوتبال زیر ۲۱ سال فرانسه بازی کرده‌است.